# Plovatka bahenní
Plovatka bahenní (Lymnaea stagnalis) je druh sladkovodního plže z čeledi plovatkovití (Lymnaeidae). Běžně se vyskytuje v evropských rybnících. Živí se vodními rostlinami a rostlinnými zbytky.

## Popis

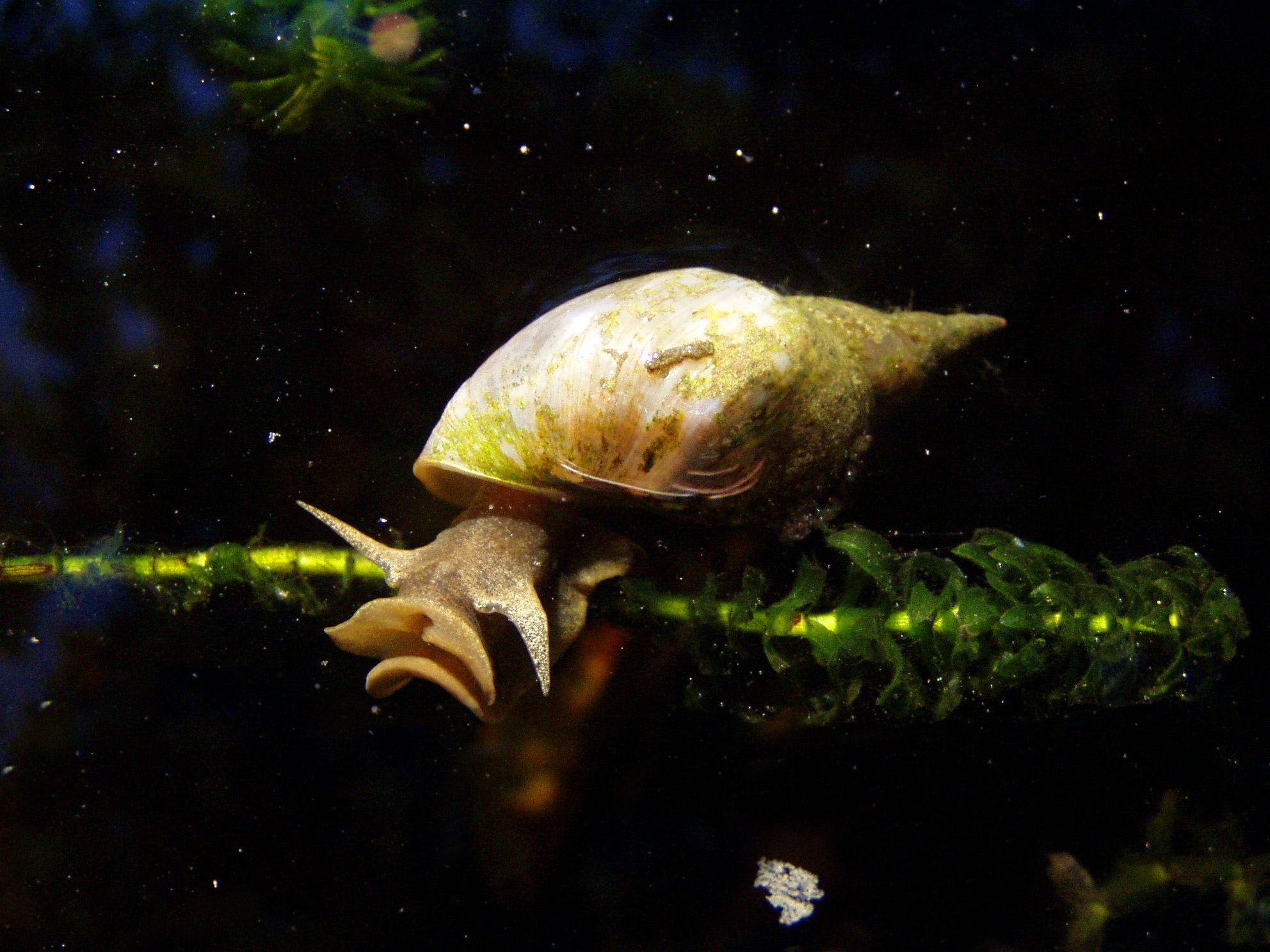
Plovatka bahenní v přírodě

Plovatka bahenní má ulitu pravotočivou, protáhle vejčitou, 45 až 60 (70) mm vysokou a 20 až 30 (34) mm širokou, s vrcholem protaženým do špičky a sedmi závity. Její ulita je zbarvená do hněda, nebo až do černa, příčně i podélně jemně rýhovaná. Její tělo má slabě nafialovělou barvu. Živí se řasami a částmi zahnívajících rostlin. Je hermafrodit a každý jedinec klade vajíčka. Vajíček je 200–300. Plovatky žijí 2–5 let (Piechocki 1979). Protože plovatka dýchá vzdušný kyslík tzv. vodními plícemi, má vyvinut zvláštní kornoutovitý dýchací otvor (pneumostom), který vystrkuje nad hladinu. Přitom se plovatka zdržuje na spodní straně tenké vrstvy slizu na povrchu hladiny, chodidlem vzhůru. Může však stlačit vzduch v plicní dutině a klesnout ke dnu. Oči se nacházejí u základny tykadel (patří do řádu spodnookých – Basommathopora). V době sucha si vytváří jako ochranu před vyschnutím zvláštní záklopku.

## Rozšíření
Holarktický druh
- Je uveden v červeném seznamu IUCN – málo dotčený taxon (LC)[3]
- Česko – málo dotčený druh (LC) [4]
- Německo – není uvedena v červeném seznamu
- Nizozemsko[5]
- Rusko – Sverdlovská oblast[6]
- Slovensko
- Ukrajina

Biotop: pomalu tekoucí toky a mnoho typů stojatých vod. Jedná se o široce rozšířený druh a proto bývá také chován v akváriích, ale okusuje vodní rostliny.[zdroj?]
Může být mezihostitelem motolic způsobujících bilharziózu.